# Dargajogihalli
Dargajogihalli é uma vila no distrito de Bangalore Rural, no estado indiano de Karnataka.

## Demografia
Segundo o censo de 2001, Dargajogihalli tinha uma população de 6205 habitantes. Os indivíduos do sexo masculino constituem 51% da população e os do sexo feminino 49%. Dargajogihalli tem uma taxa de literacia de 64%, superior à média nacional de 59,5%: a literacia no sexo masculino é de 71% e no sexo feminino é de 58%. Em Dargajogihalli, 15% da população está abaixo dos 6 anos de idade.